# Peulendorf
Peulendorf ist ein Gemeindeteil der Stadt Scheßlitz im oberfränkischen Landkreis Bamberg in Bayern.

## Geographie
Das Pfarrdorf Peulendorf liegt zusammen mit Weingarten und Pünzendorf im Pünzental, das vom Stammberg, Krippenholz, von der Giechburg und dem Gügel umgeben ist.

## Geschichte
Die erste urkundliche Erwähnung als Dorf des „Bulo/Pulo/Puolo“ erfolgte 1293 im Zusammenhang mit dem Rittergeschlecht derer von Peulendorf. Vermutlich ist das Dorf jedoch viel älter. Nach 1410 wurden die Ritter von Peulendorf in der Region nicht mehr genannt. Die Freiherren von Wiesenthau folgten als neue Besitzer bis etwa 1625. Zwischen 1739 und 1742 wurde der jetzt denkmalgeschützte fürstbischöfliche Fohlenhof gebaut, der fälschlicherweise oft als Jagdschloss bezeichnet wird. In den ersten Jahrzehnten des 20. Jahrhunderts diente er als Kurhaus, später als Altenheim. Heute befindet er sich in Privatbesitz. Das alte Schulhaus wurde 1736 erbaut, 1757 die Pfarrkirche. Die Schule wurde 1831 ausgebaut. 1881 bis 1882 folgte der Bau eines neuen Schulhauses, da das alte heruntergekommen war und sich auch nicht mehr für eine Erweiterung eignete. 1893 wurde der Ort zur Pfarrei erhoben.
Peulendorf blieb im Zweiten Weltkrieg vom Beschuss durch amerikanische Streitkräfte verschont. Die Bewohner halten deshalb seither jährlich eine Dankprozession ab.
Am 1. Mai 1978 wurde der Ort in die Stadt Scheßlitz eingegliedert.
Bis Mitte der 1980er Jahre war der Ort als Obstanbaugebiet bekannt.

## Vereine
Trotz der verhältnismäßig geringen Einwohnerzahl hat Peulendorf drei Vereine, nämlich
- den Obst- und Gartenbauverein Peulendorf (OGV Peulendorf), bestehend seit 1910
- den Musikverein Pünzental
- die Freiwillige Feuerwehr Peulendorf

## Bildergalerie

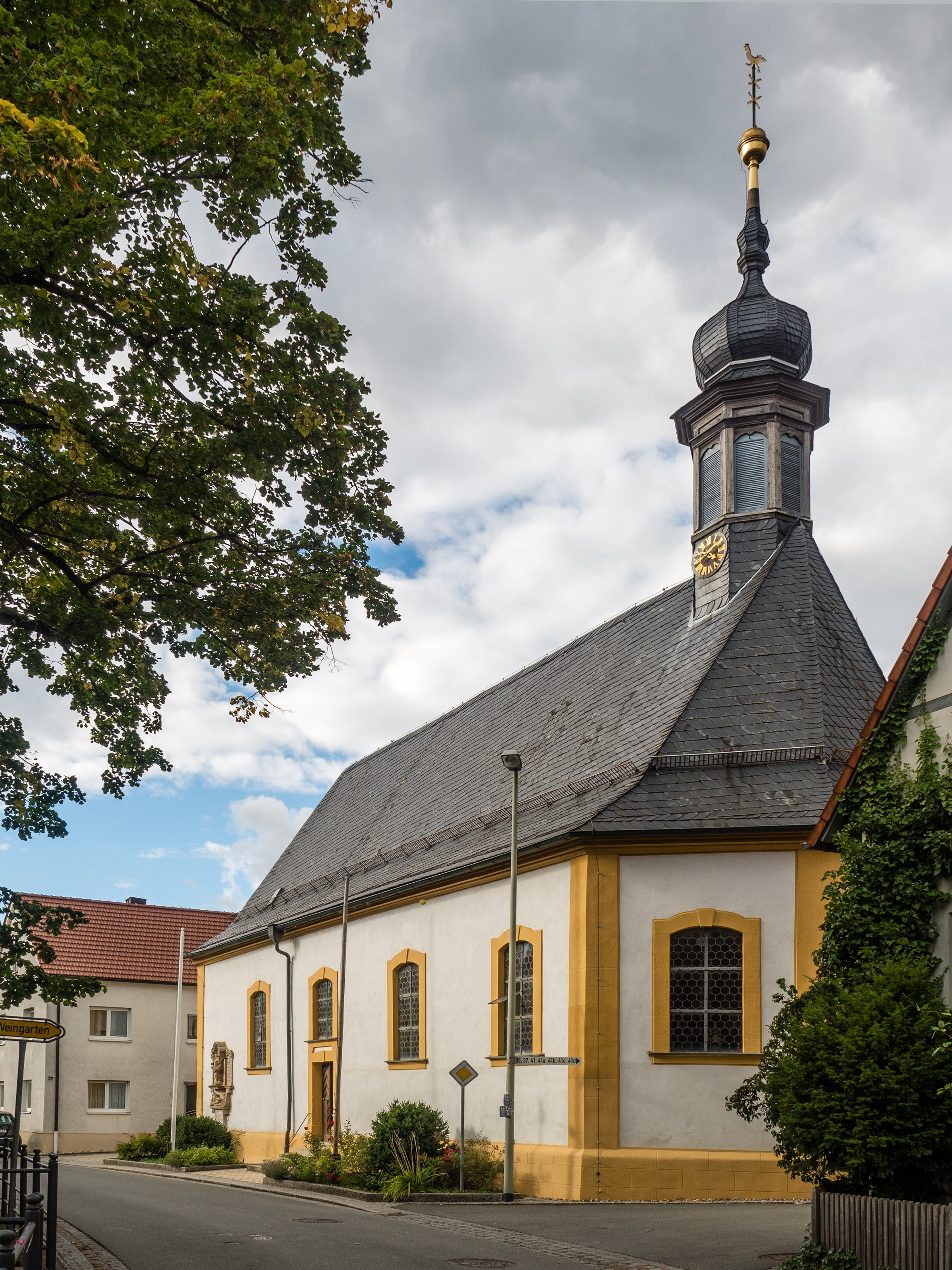
Pfarrkirche
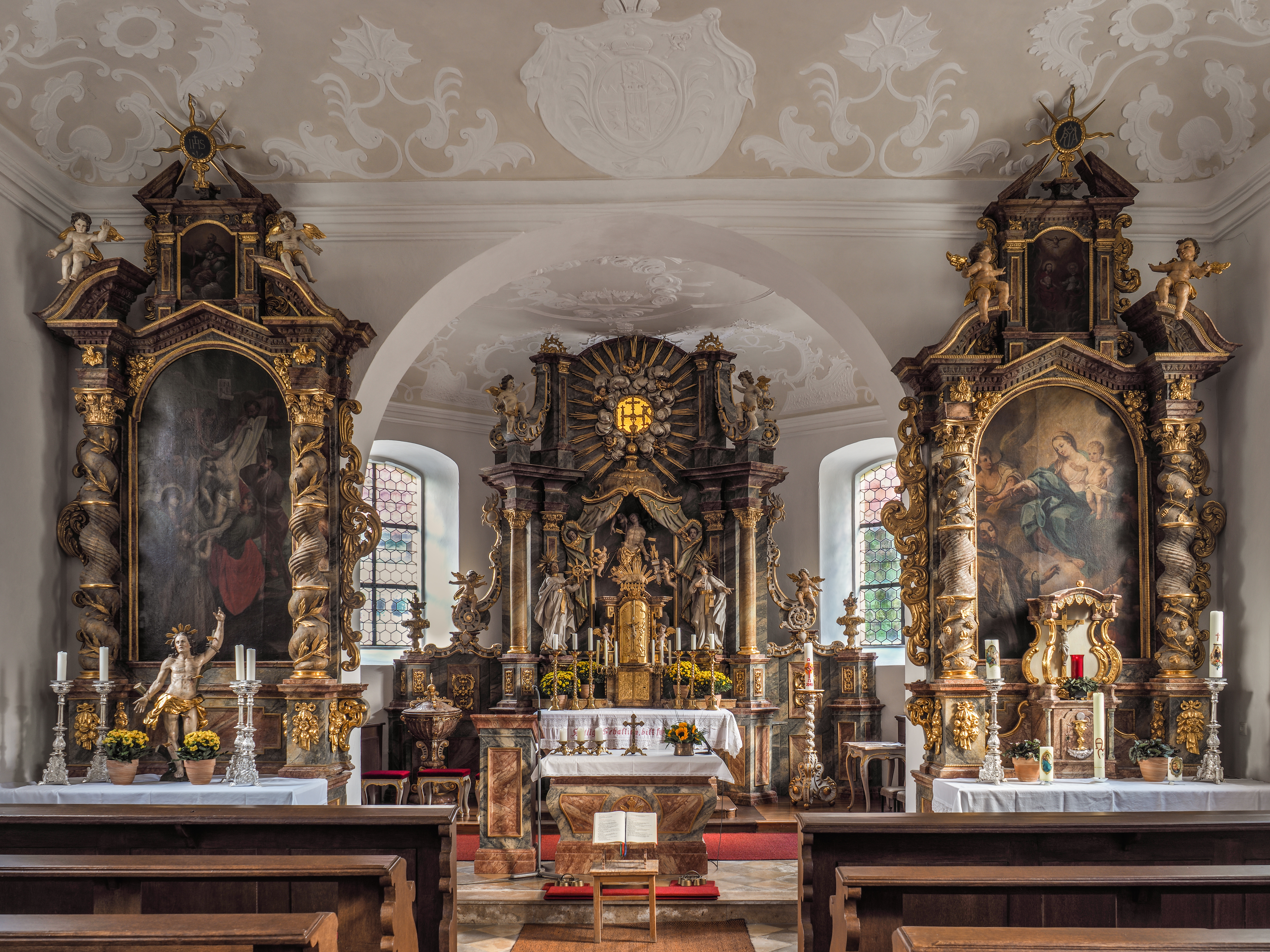
Pfarrkirche
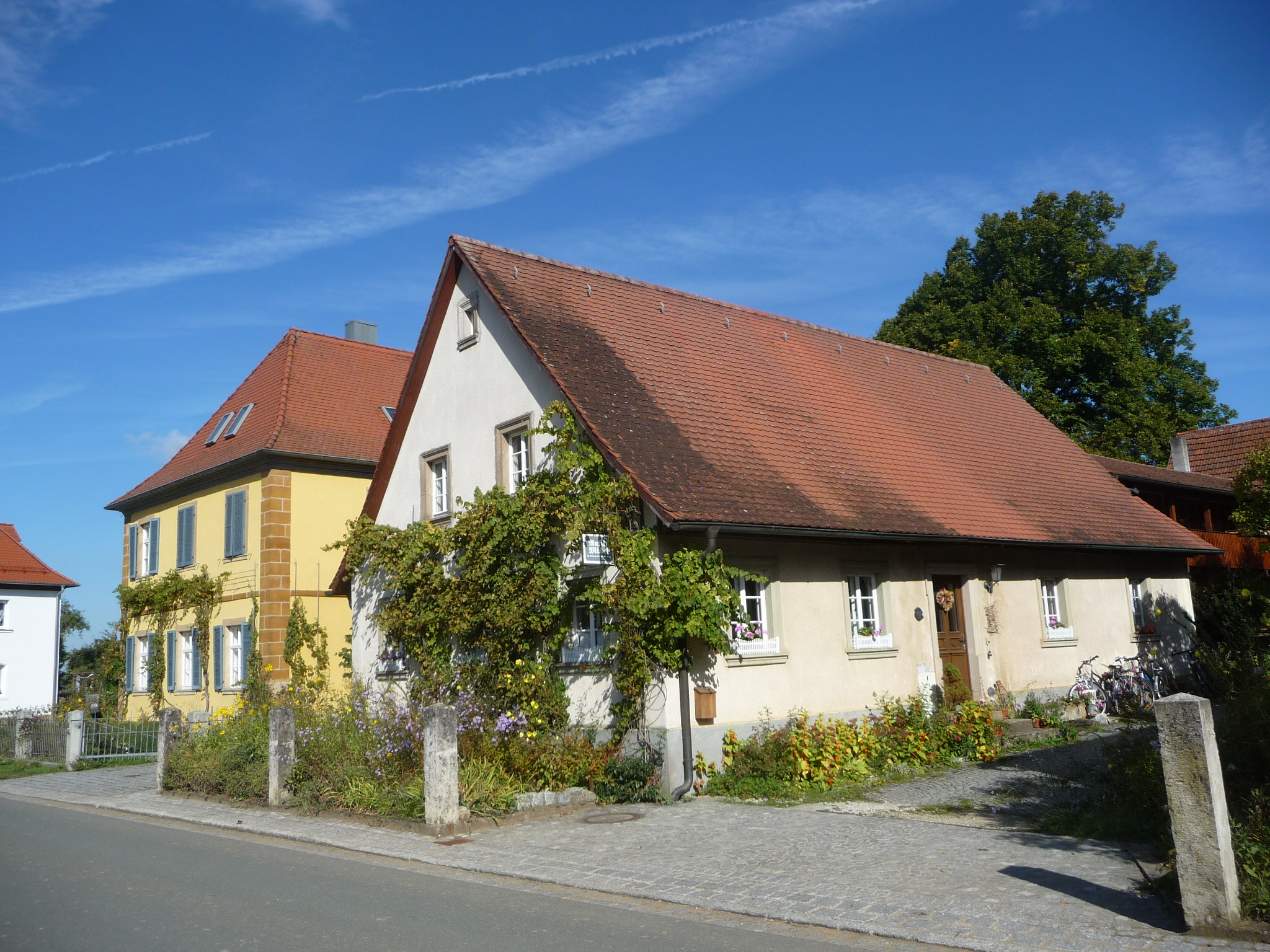
Häuser
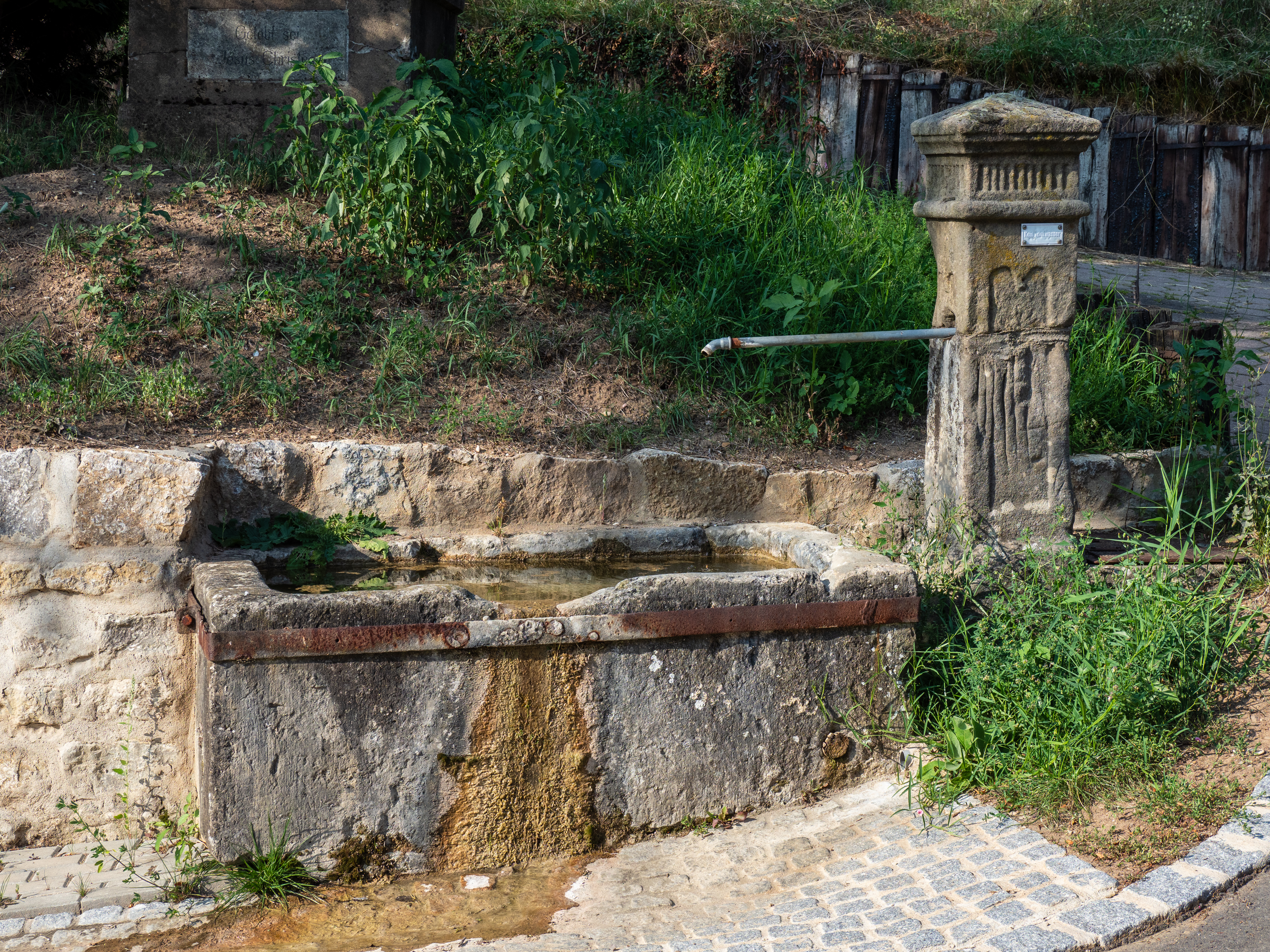
Brunnen in Peulendorf